# كريس كيلي (كاتب)
كريس كيلي (بالإنجليزية: Chris Kelly)‏ هو مقدم تلفزيوني وكاتب سيناريو بريطاني، ولد في 24 أبريل 1940.

## وصلات خارجية
- كريس كيلي على موقع IMDb (الإنجليزية)
- كريس كيلي على موقع كينوبويسك (الروسية)